# NAC in het seizoen 1963/64
Het seizoen 1963/1964 was het 10e jaar in het bestaan van de Bredase betaaldvoetbalclub NAC. De club kwam uit in de Nederlandse Eredivisie en eindigde daarin op de zesde plaats. Tevens deed de club mee aan het toernooi om de KNVB Beker, hierin werd in de tweede ronde verloren van DWS (0–1).

## Wedstrijdstatistieken

### Eredivisie
|       | ADO   | Ajax  | Blauw-Wit | DOS   | DWS/A | Feijenoord | Fortuna '54 | Go Ahead | GVAV  | Heracles | MVV   | PSV   | Sparta | Sportclub Enschede | Volendam |
| ----- | ----- | ----- | --------- | ----- | ----- | ---------- | ----------- | -------- | ----- | -------- | ----- | ----- | ------ | ------------------ | -------- |
| Thuis | 2 – 2 | 2 – 3 | 0 – 0     | 0 – 0 | 2 – 1 | 2 – 4      | 3 – 1       | 4 – 2    | 4 – 0 | 0 – 0    | 5 – 0 | 2 – 3 | 0 – 1  | 2 – 1              | 4 – 3    |
| Uit   | 3 – 4 | 2 – 2 | 0 – 2     | 2 – 0 | 2 – 3 | 1 – 2      | 10 – 0      | 1 – 2    | 2 – 0 | 1 – 0    | 0 – 3 | 1 – 0 | 2 – 2  | 3 – 0              | 2 – 3    |

### KNVB Beker
| 1e ronde                                             | Alkmaar '54   | 1 – 4 (1 – 2) | NAC                                         |
| 29 september 1963 Plaats: Alkmaar Alkmaarderhout     | Piet Buis 38' |               | 8', 44' Wim van den Hurk 23', 80' Ger Saris |
| 2e ronde                                             | DWS           | 1 – 0 (0 – 0) | NAC                                         |
| 17 november 1963 Plaats: Amsterdam Olympisch Stadion | Huub Lenz 61' |               |                                             |

## Statistieken NAC 1963/1964

### Eindstand NAC in de Nederlandse Eredivisie 1963 / 1964
| Stand | Gespeeld | Gewonnen | Gelijk | Verloren | Punten | Doelpunten voor | Doelpunten tegen |
| ----- | -------- | -------- | ------ | -------- | ------ | --------------- | ---------------- |
| 6e    | 30       | 14       | 6      | 10       | 34     | 56              | 53               |

### Topscorers
| #                 | Naam               | Goal |
| ----------------- | ------------------ | ---- |
| 1.                | Jacques Visschers  | 14   |
| 2.                | Willy van den Hurk | 12   |
| 3.                | Wim Groenewegen    | 10   |
| 4.                | Ger Saris          | 9    |
| 5.                | Cock Luyten        | 6    |
| 6.                | Jan van Gorp       | 2    |
| 7.                | Hein van Gastel    | 1    |
| 7.                | Ad Graaumans       | 1    |
| Onbekend doelpunt |                    |      |
| –                 | Onbekend           | 1    |
| Totaal            | Totaal             | 56   |

| #      | Naam             | Goal |
| ------ | ---------------- | ---- |
| 1.     | Wim van den Hurk | 2    |
| 1.     | Ger Saris        | 2    |
| Totaal | Totaal           | 4    |